# へびつかい座51番星
へびつかい座51番星（へびつかいざ51ばんせい、51 Ophiuchi、51 Oph）あるいはへびつかい座c星は、へびつかい座の方向に太陽からおよそ410光年の距離にある恒星である。見かけの等級は4.81と、肉眼でみえる明るさである。へびつかい座51番星は、非常に若い早期型星で、その周りには、星周塵とガスからなる星周円盤が形成され、赤外超過が検出されている。

## 特徴

### 星周構造

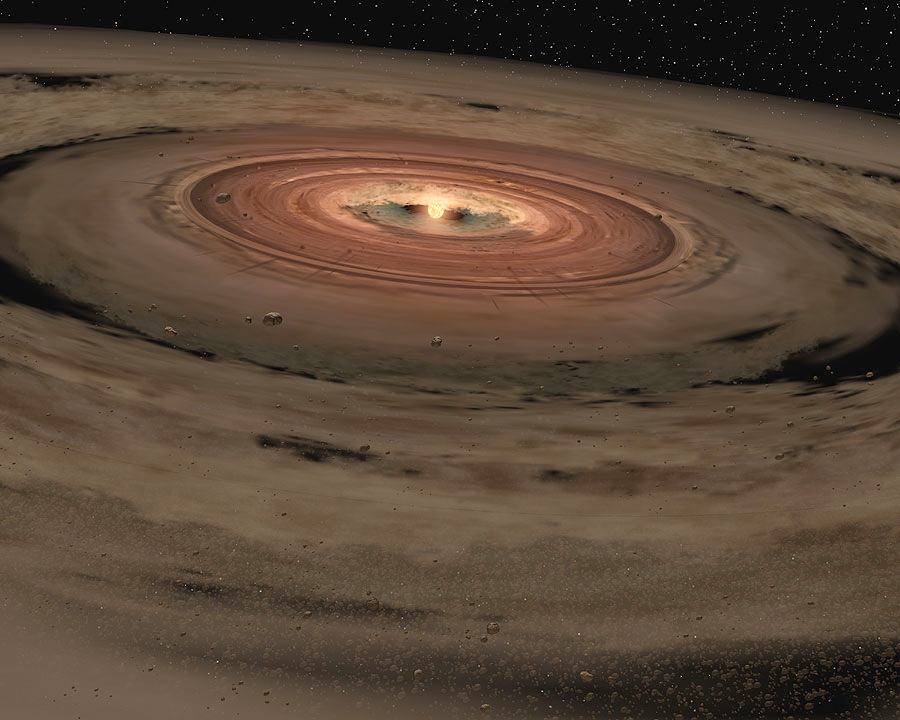
へびつかい座51番星の星周円盤の想像図。小天体の衝突が起きている若い原始惑星系と予想される。出典: NASA / JPL-Caltech / T. Pyle (SSC)

へびつかい座51番星は、赤外線天文衛星IRASの観測から、顕著な赤外超過があることがわかっている。赤外超過は、近赤外線から中間赤外線にかけて強く、中間赤外の10ミクロンにおける放射は、非晶質ケイ酸塩粒子の放射とよく合っており、星周塵が存在し赤外線を放射していると考えられる。一方で、遠赤外線での連続光放射は非常に弱く、低温の星周塵粒子が少ない、薄く平坦な星周円盤を形成していると予想されている。赤外線スペクトルでは一酸化炭素、二酸化炭素、水などの分子輝線も多数検出され、ガスが存在するため残骸円盤としては若いと考えられる。低温の中性炭素原子も検出されていて、中性炭素原子は寿命がとても短いため、検出されるには継続的に原子が供給される必要があり、このことは星周空間で蒸発する天体が存在することを示唆する。
また、へびつかい座51番星の星周円盤は、単一の成分では説明できないことがわかっている。へびつかい座51番星からは、水素のバルマー線（Hα）のスペクトルが、二重の頂点を持つ輝線として検出され、水素ガスがケプラー回転していることが示される。近赤外線スペクトルで、一酸化炭素分子帯の頭が鋭い輝線を発していることも、高温の分子ガスが円盤状に分布していることを示唆する。更に、星間物質によるものとは異なる、細い吸収線も検出されており、これらのことを総合すると、星周塵が昇華する中心星近傍に、赤外超過の原因となったものとは異なる、ガスでできた円盤が存在すると考えられる。一酸化炭素輝線の輪郭からケプラー回転を分析すると、ガス円盤は傾斜角が80°以上、ほぼ真横（エッジオン）に向いているとみられる
紫外線スペクトルでは、窒素、酸素、鉄、炭素、ケイ素、アルミニウムといった原子の吸収線が観測され、そのドップラー偏移から、これらの原子ガスが中心星へ向かって落下していることも確認されている。これらの原子のうち、電離しているものの一部は、高エネルギー粒子との衝突で電離しているとみられる。
へびつかい座51番星の星周円盤は、様々な点でがか座β星の星周円盤と似ており、同じような進化段階の天体と考える説がある。ただし、バルマー輝線が検出されていることや、中心星から遠い星周塵による遠赤外線放射が欠けているなど、相違点もある。

### 星の分類
へびつかい座51番星は、B9.5に分類されるB型輝線星（Be星）であるというのが通説だが、光度階級については主系列星でなく巨星や準巨星に位置づける例もあり、またA0型に分類されることもある。Be星としては、IRASの観測対象となった101のBe星のうち、星周塵による赤外超過があるとはっきりした唯一の星であり、一般的な晩期B型星に比べると、中間赤外線での赤外超過が10倍も強いなど、特殊性の高い星である。残骸円盤が存在し、自転速度は約267km/s以上と星の形を維持できる限界に近い高速であるので、非常に若い星だと考えられ、年齢は70万年程度と見積もられている。スペクトル型と年齢から、へびつかい座51番星はハービッグAe/Be型星とされることが多いが、異論もある。星周円盤の特徴は、がか座β星のそれと多くの点で類似し、がか座β星と同種の星であると考える天文学者も少なくない。また、星の近くに大質量のガス円盤が存在することは、古典的Be星に近い星であることを示唆しており、更には赤外線放射から径の大きい塵粒子が少ないことが示され、これはベガ型星の塵円盤と似ていることから、へびつかい座51番星の分類については意見が分かれ、定まっていない。また、残骸円盤は星周塵と高温の分子ガスが共存するものとなっており、これは若い星にはめったにみられず、むしろ漸近巨星枝星によくみられるものであり、へびつかい座51番星の進化段階に疑問が呈される一因となっている。
へびつかい座51番星は、質量が太陽の3倍から4倍、半径は干渉計による観測で直接的に推定した結果、極方向が太陽の5.7倍と求まり、これは同じスペクトル型の主系列星の半径と比べると倍以上大きいことになる。
ベンジャミン・グールドは、へびつかい座51番星が変光星ではないかと疑ったが、変光星総合カタログでは、へびつかい座51番星の変光範囲は示されているものの、確定した変光星ではなく変光星候補のままである。

## 名称
中国ではへびつかい座51番星は、黄道を開閉する鍵と解釈される天籥（拼音: Tiān Yuè）という星官を、へびつかい座63番星、へびつかい座58番星、いて座2番星、へびつかい座52番星、いて座X星などと共に形成する。へびつかい座51番星自身は、天籥六（拼音: Tiān Yuè liù）すなわち天籥の6番星と呼ばれる。